# Камило Сјенфуегос
Камило Сјенфуегос Горјаран (шп. Camilo Cienfuegos Gorriarán; Хавана, 6. фебруар 1932 — Флоридски мореуз, 28. октобар 1959) био је кубански револуционар и једна од кључних личности Кубанске револуције, заједно уз Фидела Кастра, Че Гевару, Хуана Алмеиду Боскеа и Раула Кастра.

## Биографија
Рођен је и одгајан од родитеља анархиста, који су избегли из Шпаније пре пораза републиканаца у Шпанском грађанском рату 1939. и доласка Франка на власт. Камило је 1950. уписао Школу лепих уметности „Сан Алехандро“, али је одустао од школовања због финансијских проблема.

### Политичка активност
Од 1948. почео је да се занима за политичке проблеме, учествујући у демонстрацијама против поскупљења у јавном градском превозу. Године 1954. укључио се у илегални студентски покрет против диктатуре Фулгенсија Батисте. у једној од демонстрација студентске групе био је рањен у полицијској пуцњави 7. децембра 1955. и након тога злостављан у полицијској станици. Без посла и измалтретиран, отишао је у Њујорк, САД. Након истека визе, био је депортован у Мексико.
Током боравка у Мексику упознао се с Фиделом Кастром, који је баш тада организовао револуционарну групу која је требало да се бори против Батисте и сруши га с власти. Сјенфуегос је био један од 82 револуционара који су се укрцали на брод „Гранма“ новембра 1956. и испловили према Куби.

### Герилски рат
„Гранма“ је допловила до Кубе 2. децембра. Изморени и мокри у мочварама мангрове, револуционари су били заскочени од Батистиних војника, те су се распршили и велик део њих страдао. Камило је био један од само 12 преживелих; сви други су убијени у нападу или су их касније стрељали Батистини војници. Успео је да се нађе с Кастром тек након месец дана лутања по Сијера Маестри.
До 1957. је постао један од главних вођа револуционарних јединица покрета „26. јул“, са чином командантеа. Сјенфуегосове јединице однеле су велику победу над Батистиним снагама у бици код Јагвахаја децембра 1958, након чега је зарадио надимак херој Јагвахаја. Ова победа осигурала је Камиловим и Че Гевариним јединицама да заузму важан град Санта Клара 31. децембра; наредног дана Батиста и његова клика побегли су са државном благајном из Кубе, а револуционари су победнички ушли у Хавану.
Сјенфуегос је након победе револуције, служио у врховној команди кубанске војске борећи се против пробатистичких герилских група и учествујући у аграрној реформи.

### Погибија
Камило се 28. октобра 1959. године запутио авионом Цесна-310 из Камагвеја према Хавани, али је током ноћи нестао изнад океана. Потрага за авионом трајала је неколико дана, али олупина или тело нису нађени. Потрага је обустављена до новембра, а Сјенфуегос проглашен несталим.

## Наслеђе
Његова смрт је болно одјекнула Кубом. У Јагвахају му је изграђен спомен-музеј, а Орден Сјенфуегоса, социјалистичко одликовање, добило је име по њему.
Сваког 28. октобра школарци широм Кубе бацају цвеће у море (или реке, ако живе у унутрашњости) и на тај начин чувају успомену на Сјенфуегоса.
Универзитет у Матанзасу носи његово име, као и шест војних средњих школа на Куби.